# G.652
G.652 es un estándar internacional que describe las características geométricas, mecánicas, y de transmisión de un cable de modo transversal de fibra óptica, desarrollado por el Sector de Estandarización de la Unión de Telecomunicación Internacional (ITU-T) que especifica el tipo más popular de cable fibra óptica (SMF)